# Malé Uherce
Malé Uherce (prononciation slovaque : [ˈmalɛː ˈuɦɛrt͡sɛ], allemand : Kleinugerwitz, hongrois : Kisugróc) est un village de Slovaquie situé dans la région de Trenčín.

## Histoire
La première mention écrite du village date de 1274.

## Géographie
Malé Uherce se situe dans la vallée de la Nitra. Le village est voisin de Partizánske (il forme un tissu urbain quasi-continu avec le quartier Šípok, au sud-est de la ville).
| Partizánske |             | Malé Kršteňany |
|             | Malé Uherce | Veľké Uherce   |
| Brodzany    | Kolačno     |                |

## Démographie

### Évolution de la population
| Année:               | 1994. | 2004.   | 2014.   | 2024.    |
| -------------------- | ----- | ------- | ------- | -------- |
| Nombre de personnes: | 698   | 728     | 715     | 859      |
| Différence:          |       | +4,29 % | -1,78 % | +20,13 % |

| Année:               | 2023. | 2024.   |
| -------------------- | ----- | ------- |
| Nombre de personnes: | 853   | 859     |
| Différence:          |       | +0,70 % |